# قسيم أريمي
القسيم الأريمي أو خلية جنينية أولية أو بلاستومير في علم الأحياء هو نوع الخلية الذي ينتج عن انقسام اللاقحة بعد التخصيب، وهو جزء أساسي من تشكيل الأريمة (المرحلة الأولى لتكوين الجنين).